# اسکیونگ
اسکیونگ یک روستا در ایران است که در بخش مرکزی شهرستان سربیشه واقع شده‌است. اسکیونگ ۳۵۶ نفر جمعیت دارد.